# ويلي فيشلر
ويلي فيشلر (بالإنجليزية: Willy Fischler)‏ هو فيزيائي نظري وفيزيائي أمريكي، ولد في 1949 في أنتويرب في بلجيكا.